# Kateryna Juščenko
Kateryna Lohvynivna Juščenko (in ucraino Катерина Логвинівна Ющенко?; in russo Екатерина Логвиновна Ющенко?, Ekaterina Logvinovna Juščenko; Čyhyryn, 8 dicembre 1919 – 15 agosto 2001) è stata una matematica, informatica e ricercatrice ucraina, soprannominata "Ada Lovelace ucraina" dall'European Virtual Computer Museum. La prima donna in URSS a diventare dottore in scienze fisiche e matematiche, su socia dell'Accademia delle scienze dell'URSS (1976) e componente dell'International Academy of Computer Science. Fondatrice della programmazione teorica in Ucraina, sviluppò uno dei primi linguaggi di programmazione di alto livello al mondo con indirizzo indiretto, chiamato Address ("linguaggio degli indirizzi").

## Biografia
Kateryna Lohvynivna Juščenko (nata Rvačova) nacque nel 1919 a Čyhyryn, nell'Ucraina centrale. Suo padre, Lohvyn Rvačov, insegnante di storia e geografia venne arrestato nel 1937 con l'accusa di essere "nemico del popolo". In quell'anno, Kateryna aveva iniziato gli studi universitari nel dipartimento di Fisica e Matematica dell'Università di Kiev e per questo motivo venne espulsa dall'università. La madre di Kateryna tentò di provare l'innocenza del marito, portando alcuni documenti alla polizia segreta per dimostrare il suo coinvolgimento nel movimento rivoluzionario, ma sia lei che suo marito vennero condannati a di 10 anni di carcere. Fu solo dopo la morte di Stalin nel 1954, che i genitori di Kateryna furono rilasciati per mancanza di prove.
Nell'estate del 1938, Kateryna si iscrisse all'università statale uzbeka a Samarcanda e durante la seconda guerra mondiale si trasferì all'Università nazionale dell'Uzbekistan a Tashkent, laureandosi nel 1942. Contemporaneamente iniziò a lavorare in un impianto militare che produceva gli obiettivi per i cannocchiali dei carri armati. Dopo la guerra tornò in Ucraina e nel 1950, sotto la direzione di Boris Gnedenko, ottenne un dottorato presso l'Istituto di matematica dell'Accademia delle scienze ucraina.

## Carriera accademica
Per un periodo di sette anni, Juščenko ricoprì la carica di ricercatrice senior dell'Istituto di matematica di Kiev presso l'Accademia delle scienze della Repubblica sovietica dell'Ucraina (tra il 1950 e il 1957). In un momento in cui la costruzione dei satelliti era appena iniziata, il direttore dell'istituto, l'accademico Aleksandr Išlinskij - come parte della sua ricerca sulla teoria dei giroscopi - acquistò una serie di punzonatrici che furono installate nel seminterrato dell'edificio dell'Accademia delle Scienze ucraina e Kateryna fu messa a capo di questo laboratorio. Nel 1954, il laboratorio di Lebedev (dove fu creato il primo computer nell'Europa continentale, MESM) fu trasferito all'Istituto di matematica e Juščenko fece parte del gruppo congiunto di studiosi che gestivano il MESM. Nel 1957 Kateryna divenne direttrice dell'Istituto di Informatica dell'Accademia di Scienze della Repubblica sovietica dell'Ucraina. Durante i suoi quarant'anni di servizio presso l'Istituto, Juščenko creò e consolidò una scuola scientifica di programmazione teorica di fama internazionale.

## Contributi scientifici
Juščenko è nota soprattutto per la creazione del linguaggio di programmazione Address, il primo progresso fondamentale nella scuola scientifica di programmazione teorica. Questo linguaggio algoritmico fornì la posizione libera di un programma nella memoria del computer, mettendo le basi dei moderni linguaggi di programmazione.
Nel processo di collaborazione con MESM, diventò evidente che i compiti più complessi erano difficili da risolvere scrivendo semplici programmi macchina. Era necessario pertanto sviluppare un linguaggio di programmazione di alto livello, però mancava un traduttore adeguato per la comunicazione tra uomo e computer. Lev Arkad'evič Kalužnin, professore all'Università di Kiev, che tenne un corso di logica matematica negli anni '50 e '70, fece progressi significativi nella comprensione di questo problema e formalizzò uno schema di interfaccia con il programma. In seguito, nel 1955, Juščenko sviluppò il linguaggio di programmazione, basato su due principi generali per il lavoro al computer: l'indirizzamento e la gestione del software. Creando un comodo sistema di concetti per descrivere l'architettura del computer e le sue istruzioni di sistema, il linguaggio divenne così il mezzo di manipolazione degli indirizzi di secondo rango. Il contributo di Juščenko divenne il primo risultato fondamentale della Scuola sovietica di programmazione teorica, avanti rispetto alla creazione dei primi linguaggi di programmazione Fortran (1958), Cobol (1959) e Algol (1960).
Juščenko fu la fondatrice della prima Scuola sovietica di programmazione teorica. Durante gli anni 1970-1980 si sviluppò la ricerca sulla programmazione teorica e tra i maggiori successi di questa scuola, a quel tempo, fu la creazione di metodi grammaticali algebrici per la sintesi di software.
Negli anni '90, gli sforzi della Scuola di programmazione teorica si concentrarono sullo studio dei metodi grammaticali algebrici del modello di calcolo per la rappresentazione della conoscenza e su un'interfaccia utente amichevole per la progettazione e lo sviluppo di database e basi di conoscenza per sistemi di supporto alle decisioni, sistemi e metodi esperti da imparare per loro.
Dopo quarant'anni di ricerca, la programmazione teorica si è arricchita con il suo apparato formale algoritmico e l'oggetto della ricerca, si è notevolmente ampliata dai linguaggi procedurali ai metodi di rappresentazione della conoscenza che formano strumenti di intelligenza artificiale per gli sviluppatori di sistemi applicativi. Le implementazioni del linguaggio di programmazione degli indirizzi furono utilizzate per quasi 20 anni.

## Didattica
Juščenko lavorò sulla teoria della probabilità, sui linguaggi algoritmici e sui linguaggi di programmazione e sullo sviluppo di metodi di sistemi automatizzati di elaborazione dei dati.
Per preparare i programmatori, Juščenko scrisse una serie di libri di testo negli anni '70. Ottenne cinque certificati di copyright, che svilupparono otto standard statali dell'Ucraina. È autrice di oltre 200 manoscritti, tra cui 23 monografie e sussidi per il treno. Parte di queste opere ha due o tre edizioni ed è stata tradotta in più di 5 lingue a livello internazionale, tra cui tedesco, ceco, ungherese, francese, danese e così via. Durante il periodo della sua carriera accademica, Juščenko ha supervisionato 45 tesi di dottorato

### Libri
- В. М. Глушков, Е. Л. Ющенко: Вычислительная машина «Киев»: математическое описание (Computer "Kiev": una descrizione matematica), Техн. лит, 1962
- Е. Л. Ющенко:  Адресное программирование (Programmazione degli indirizzi), Техн. лит., 1963[10]
- Е. Л. Ющенко, Т. А. Гринченко: Программирующая программа с входным адресным языком для машины Урал −1 (Codice di programmazione con linguaggio degli indirizzi di input per la macchina Ural −1), Наукова думка, 1964
- Е. Л. Ющенко, Б. Н. Малиновский, Г. А. Полищук, Э. К. Ядренко, А. И. Никитин: Управляющая машина широкого назначения «Дніпро» и программирующая программа в ней (La macchina di controllo per uso generale "Dnipro" e il suo codice di programmazione), Наукова думка, 1964[11]

## Premi e riconoscimenti
- Premio del Consiglio dei ministri dell'URSS, per il suo apporto teorico nel campo dell'algebra informatica
- Premio accademico Gluškov